# Georg Brandt
Georg Brandt (26. června 1694 Riddarhyttan – 29. dubna 1768 Stockholm) byl švédský chemik a mineralog, který kolem roku 1735 objevil kobalt. Byl prvním člověkem, který objevil kov neznámý ve starověku. Je také známý svým vystupováním proti falešným alchymistům.

## Život
Narodil se v Riddarhyttanu ve farnosti Skinnskatteberg v kraji Västmanland. Jeho otcem byl Jurgen Brandt, majitel dolu a lékárník, matkou byla Katarina Ysing. Georg Brandt působil jako profesor chemie na Uppsalské univerzitě. Zemřel ve Stockholmu na rakovinu prostaty.[zdroj?]

## Vědecká práce
Georg Brandt prokázal, že kobalt je zdrojem modrého zbarvení skla, které bylo dříve přičítáno bismutu, jenž se často vyskytoval ve stejných rudách.